# Sistema Ox Bel Ha
Das Sistema Ox Bel Ha (spanisch, Mayathan; deutsch „Drei-Wasserpfad-System“) ist ein unterirdisches Flusssystem im mexikanischen Bundesstaat Quintana Roo (Yucatán-Halbinsel) südwestlich von Tulum, dessen südliche Teile im Sian Ka'an Biosphärenreservat liegen. Es handelt sich mit vermessenen 496 km (Stand Februar 2024) um das weltweit längste bekannte Unterwasserhöhlensystem und um das zweitlängste System insgesamt. Es ist durch 152 Cenotes mit der Oberfläche verbunden. Die durchschnittliche Tiefe beträgt 16 m (maximal 57,3 m). Die Halokline befindet sich etwa auf 13 Metern Tiefe; drei der sechs Abflüsse zur Karibikküste sind betauchbar.

## Befahrungsgeschichte
Nach der Entdeckung 1996 (⊙) wurden bereits in der ersten Erforschungsphase (Januar 1998 bis Februar 2000) über 70 km vermessen und damit das zum damaligen Zeitpunkt mit 61 km führende System Nohoch Nah Chich abgelöst. 2011 wurde das über 25 km lange Sistema Naranjal mit Ox Bel Ha verbunden.
Die weitere Erforschung wurde im Gegensatz zu den länger bekannten und weiter nördlich gelegenen Systemen Sac Actun und Dos Ojos erstmals unter Verwendung von Satellitenbildern und GPS-Lokalisation vorangetrieben. Dadurch konnten rasch neue Zugangsstellen aufgefunden werden. Erst der Einsatz moderner Techniken, speziell von Tauchscootern und Kreislauftauchgeräten, ermöglichte die Erschließung einiger Passagen, etwa der 5,5 km vom Cenote Yaxchen bis 700 m nach dem Cenote Ma’Kai.

## Eva von Naharon

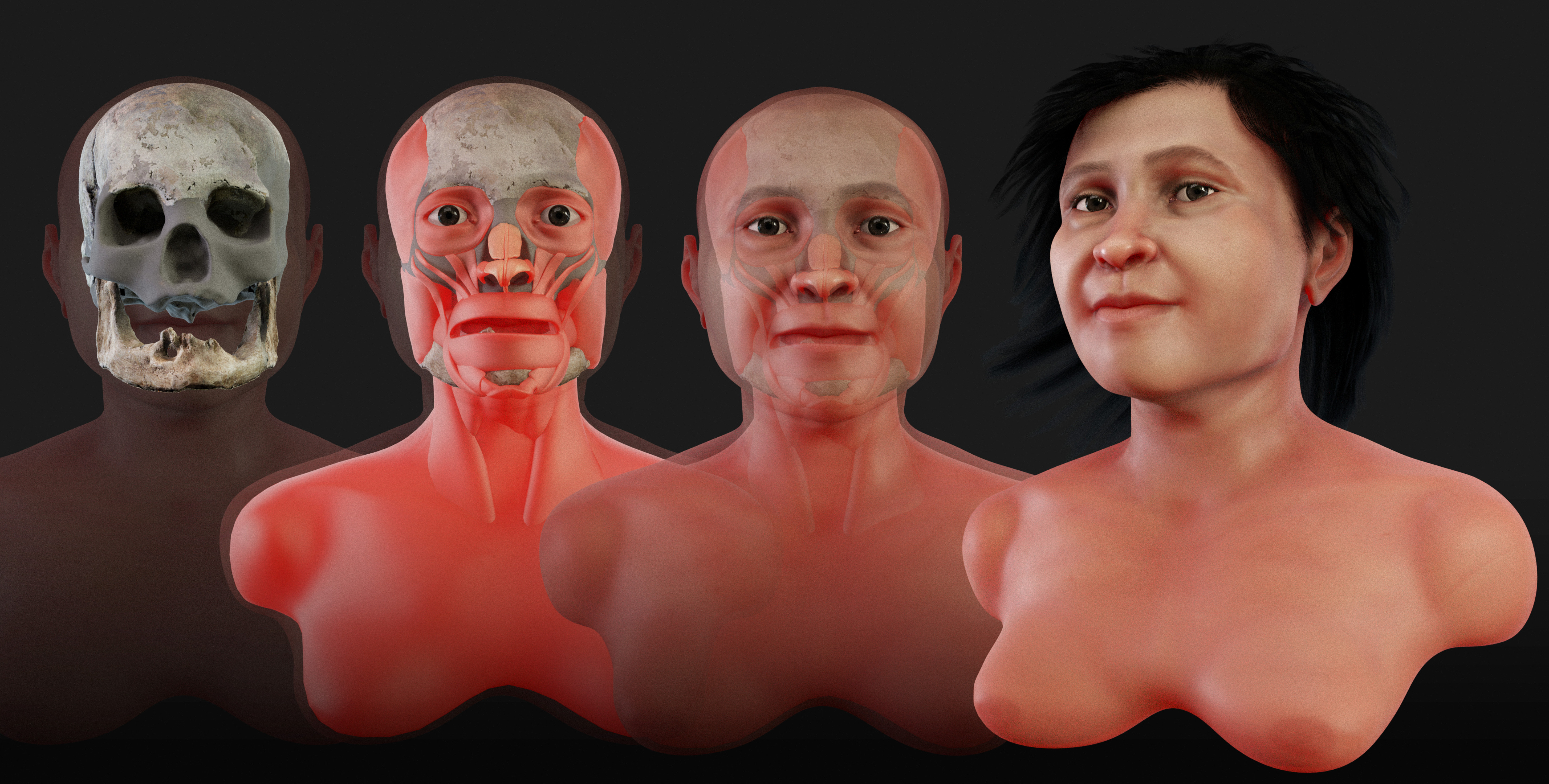
Forensische Gesichtsrekonstruktion von Cicero Moraes.

Eva von Naharon (spanisch: Eva de Naharon) ist das Skelett einer 20- bis 25-jährigen Frau, die 2001 im Naharon-Abschnitt des Sistema Naranjal gefunden wurde. Das Skelett wurde mit 13.600 Jahren radiodatiert, was es zu einem der ältesten dokumentierten menschlichen Funde in Amerika macht. Drei weitere Skelette wurden mit 11.000 bis 14.000 Jahren radiodatiert. Obwohl durch den Reservoireffekt in Meerwasser die Datierung ungenau sein kann, ergab die Uran-Thorium-Datierung ein vergleichbares Alter.